# X-4 (航空機)
X-4
- 用途：無尾翼機の研究
- 分類：実験機
- 製造者：ノースロップ社
- 運用者：アメリカ空軍&NACA
- 初飛行：1948年12月15日
- 生産数：2機
- 運用開始：1948年
- 退役：1954年
- 運用状況：退役

X-4はアメリカ合衆国の実験機。アメリカ航空諮問委員会(NACA)とアメリカ空軍によって運用された。無尾翼機であり、愛称はバンタム(Bantam)。製作はノースロップ社であり、2機が製造された。初飛行は1948年。無尾翼機の飛行特性についての実験が行われた。

## 概要
超音速飛行を行うにあたっては、空気抵抗は小さいほうが良く、その点、無尾翼機は水平尾翼などが無いために有利である。また、1940年代では衝撃波発生を避けるにあたり、水平尾翼を省くことが望ましいと考えられていた。第二次世界大戦中にはドイツのメッサーシュミット Me163が開発され、1945年にはイギリスでデ・ハビランド DH.108の開発が開始されていることもあり、アメリカ合衆国でも無尾翼機の研究がさらに進められることとなった。無尾翼機の問題点として、遷音速・亜音速時の操縦および飛行安定性に問題が生じやすいということがあり、これを実験機により研究することとなった。
開発・製造はノースロップ社が担当した。ノースロップ社は無尾翼機・全翼機に関心があり、1942年からはYB-35、1943年からはXP-79の開発を行っていた。1946年6月11日にMX-810計画として2機のX-4製造契約が結ばれた。
X-4は後退翼の主翼を持つ。後退角は40度34分、主翼後縁外側がエレボン、内側がフラップ兼スピードブレーキとなっていた。2基のターボジェットエンジンを搭載しており、インテイクは主翼付け根にある。尾翼は垂直尾翼のみである。小型の機体であり、航続時間は45分しか求められなかった。900リットルの燃料は胴体および主翼インテグラルタンクに搭載される。
初号機は1948年6月に完成し、11月にミューロック乾湖へ持ち込まれた。初飛行は1948年12月16日。続く飛行は雨季により乾湖が使えず、翌年4月まで持ち越された。引き続き2号機も完成し、1949年6月7日に初飛行している。初号機は故障が多く、1950年1月の10回目の飛行の後、2号機向けの部品取り機材とされた。2号機はメーカーによる20回の試験飛行の後、1950年2月に空軍とNACAに引き渡された。
2号機の試験飛行は1950年8月から開始された。1952年にはエンジンがXJ30-WE-7がJ30-WE-9に換装されている。1954年9月までに82回（飛行中止含む）の試験が行われた。テストパイロットとしてチャック・イェーガーやアルバート・スコット・クロスフィールドなどが搭乗している。
試験ではマッハ0.8を超えるとピッチ運動が生じ安定性が低下、機首が下向きになりやすい現象が生じた。このため、バルサ材を用いてフラップ兼スピードブレーキの形状を修正することとし、これが常に5度開いた状態に修正した。この改良結果は非常に有効で、1951年8月からの試験飛行ではマッハ0.9を超えてもピッチ運動が生じないようになった。その後、バルサ材を取り除き、着陸試験を行ったり、再取り付けし、試験飛行を行ったりしている。最後の試験飛行は1954年9月29日に行われた。
試験終了後、初号機はアメリカ空軍士官学校、2号機は国立アメリカ空軍博物館にて保管・展示されている。

## 要目
- 全長：7.1m
- 全幅：8.2m
- 全高：4.52m
- 自重：2.5t
- エンジン：J30-WE-9 ターボジェットエンジン2基（推力7.1 kN）
- 乗員：1名